# گروزینسکویه
گروزینسکویه (به لاتین: Gruzinskoye) یک منطقهٔ مسکونی در روسیه است که در شهرستان کیزلیارسکی واقع شده‌است.